# Карась Ігор Миколайович
Ігор Миколайович Карась (нар. 9 жовтня 1971, Кам'янка (Черкаська область), УРСР) — радянський та український футболіст, захисник. У вищій лізі України провів 64 матчі, в яких відзначився 1 голом.

## Життєпис
Займатися футболом Ігор розпочинав у рідному місті Кам'янка. Ще будучи школярем став грати за місцеву команду «Тясмин», яка виступала на першість області. Через деякий час, після закінчення школи, був призваний на військову службу, де виступав за армійські колективи. У 1991 році став гравцем команди майстрів СКА (Київ), у складі якої брав участь у матчах першості другої ліги СРСР.
Після демобілізації отримав запрошення в черкаський «Дніпро», який тренував заслужений тренер УРСР Віктор Жилін. За свій новий клуб дебютував 16 лютого 1992 року, в кубковому поєдинку проти команди «Верес», замінивши в другому таймі свого одноклубника Яна Школьникова. 17 березня 1992 року, Ігор Карась в місці зі своїм клубом дебютував в першоліговому турнірі, що проводився в рамках першого незалежного чемпіонату України. Молодий захисник вийшов на поле у другому таймі матчу «Дніпро» (Черкаси) — СКА (Київ), який завершився з рахунком 3:2. 11 квітня 1992 року, в домашньому поєдинку проти чернігівської «Десни», Ігор вперше вийшов у стартовому складі черкаської команди і вже до закінчення чемпіонату грав практично без замін, ставши стабільним гравцем основного складу. Але в цілому для черкащан, дебютний сезон у чемпіонаті України видався невдалим, за його підсумками «Дніпро» покинув першу лігу. Сезон 1992/93 років черкаський клуб розпочав вже у другій лізі. Після перших стартових матчів першості, Віктора Жиліна на посаді головного тренера, змінив Семен Осиновский. Не дивлячись на зміни в тренерському штабі, Карась продовжував залишатися гравцем стартового складу, а 10 травня 1993 року, в гостьовому поєдинку проти команди «Галичина» (Дрогобич), захисник відзначився й своїм першим голом у професіональному футболі. За підсумками сезону черкаський «Дніпро» став переможцем турніру, повернувши собі місце в першій лізі. Наступні два сезони Карась у складі свого клубу відіграв у першоліговій першості.
Старт сезону 1995/96 років черкаський «Дніпро» розпочав з двох поразок поспіль. У клубі почалися проблем з фінансуванням, що позначалося й на грі команди. У вересні 1995 року, черкаський клуб покинув Семен Осиновский, очоливши іншу команду першої ліги — «Кристал» (Чортків). Слідом за тренером пішли й ряд футболістів основного складу. Взявши участь в одинадцяти стартових поєдинках дніпрян, перебрався в клуб з Чорткова й Карась. До кінця чемпіонату, захисник зіграв за свій новий клуб 30 матчів, відзначившись голом у ворота житомирського «Хіміка».
Перед початком чемпіонату 1996/97, Семен Осиновский став помічником Бориса Стрельцова, який очолив клуб вищої ліги України «Прикарпаття», й запросив до команди з Івано-Франківська захисника Карася. В елітному дивізіоні Ігор дебютував 20 липня 1996 року, в домашньому поєдинку проти полтавської «Ворскли». Уже після п'яти стартових турів, команду покинув тренерський дует Стрельцов — Осиновский, а колективу був представлений новий наставник, заслужений майстер спорту Віктор Колотов. При новому тренері Ігор продовжував залишатися гравцем основного складу, зігравши в своєму першому сезоні елітного дивізіону 25 матчів. У сезоні 1997/98 років, Ігор Карась, який став одним з лідерів захисної ланки команди, виходив на поле вже під керівництвом іншого фахівця, черговим тренером команди став Ігор Юрченко. 25 травня 1998 року, в поєдинку «Кривбас» — «Прикарпаття», захисник відзначився своїм єдиним голом у вищій лізі, на 89 хвилині вразивши ворота голкіпера господарів поля Валерія Дудки. За підсумками сезону, «Прикарпаття», яке завершувало сезон з новим тренером — Богданом Блавацьким, фінішувало на 10 місці.
Попри скромні показники івано-франківського клубу, впевнена гра його захисника Ігоря Карася привернула увагу селекціонерів більш іменитих клубів. У липні 1998 року футболіст отримав запрошення в російський клуб «Зеніт». Відправившись в розташування команди з Санкт-Петербурга, захисник своєю грою залишив приємне враження на тренерський штаб. Але трансфер так і не відбувся, клуби не змогли домовитися про суму компенсації за перехід гравця. Незабаром надійшло запрошення від ще одного російського клубу — «Торпедо» (Москва). Але й цей перехід зірвався з тієї ж причини. В результаті футболіст змушений був повертатися в Івано-Франківськ. У цей період «Прикарпаття» переживало не найкращий часи, в клубі почалися проблеми з фінансуванням, пішла тренерська чехарда. По ходу сезону колектив по черзі очолювали п'ять наставників. Відігравши перше коло сезону 1998/99 років, Карась покинув івано-франківський клуб, провівши другу частину сезону в першоліговому «Кремені», який очолював добре знайомий захиснику по роботі в попередніх командах, тренер Семен Осиновский. У міжсезоння Ігор повернувся в ФК «Черкаси», в складі якого провів наступні три сезони. У чемпіонаті 1999/00, в складі свого клубу, став бронзовим призером першості першої ліги. Влітку 2004 року, досвідчений захисник перейшов у команду «Полісся» (Житомир), яку тренував все той же Семен Осиновский. Взявши участь у чотирьох стартових матчах сезону 2002/03 років, Ігор Карась покинув клуб, вирішивши завершити професійну кар'єру.
Надалі виступав за аматорські колективи — «ДПА-ТЕЦ» (Черкаси), «Іван» (Одеса), «Златокрай» (Золотоноша), «Олімп» (Кам'янка), «Христинівка». У 2004 році був гравцем міні-футбольного клубу «Арарат» (Черкаси). У 2009—2011 роках як тренер-гравець і капітан команди «Холодний яр» (Кам'янка) ставав віце-чемпіоном і чемпіоном першості Черкаської області.

## Досягнення
- Друга ліга чемпіонату України
  -  Чемпіон (1): 1992/93

- Перша ліга чемпіонату України
  -  Бронзовий призер (1): 1999/00

## Освіта
Черкаський національний університет ім. Богдана Хмельницького (факультет фізичного виховання і спорту).